# كايرو (رسوميات)
في الحوسبة، كايرو (بالإنجليزية: Cairo)‏ هي مكتبة برمجية توفر لمطوري البرمجيات واجهة برمجة تطبيقات مبنية على الرسوميات المتجهية ومستقلة عن العتاد. صُمِّمت كايرو لتوفر الأساسات للرسم ثنائي الأبعاد عبر عدد من الخلفيات المختلفة. صُمِّمت كايرو لتستخدم تسريع العتاد عند توفره.
بالرغم من أنها مكتوبة بالسي، توجد ارتباطات لاستخدام كايرو من خلال العديد من لغات البرمجة الأخرى، شاملة سي++، وسي، جافا، بايثون، بيرل، روبي، وغيرها. كايرو برمجية حرة، مرخصة تحت رخصة جنو العمومية الصغرى ورخصة موزيلا العمومية.

## التاريخ
أسس مشروع كايرو كيث باكرد وكارل وورث لتستخدم مع نظام النوفذة س. سُمِّيت في البداية Xr أو Xc. تغير الاسم ليبين أنها مكتبة عبر منصيّة وليس مقيّدة بخادم س. أُخِذ الاسم "cairo" من الاسم الأصلي Xr، المشابه لربطة يونيكود Chi Rho «كاي رو» (☧) 

## الخلفيات
تدعم كايرو الخرج إلى خلفيات مختلفة. يشمل دعم الخلفيات الخرج إلى نظام النوفذة س، Win32 GDI، كوارتز ماك أو إس عشرة، بي أو إس، أو إس/2، سياقات OpenGL، ملفات بي إن جي، PDF، بوست سكريبت وSVG.

## التقانات المشابهة
تتنافس كايرو مع تقانات مماثلة مثل WPF وGDI+ من ميكروسوفت، Quartz 2D من أبل، وAnti-Grain Geometry (AGG).

## الاستخدامات المهمة
للكايرو شعبية في أواسط مجتمع البرمجيات الحرة لتوفير دعم عبر منصّي لرسم المحتوى ثنائي الأبعاد.

### جتك+
تستخدم جتك+، بداية من 2.8 في 2005، كايرو لرسم أغلب ودجاتها. كما يستخدمها مشروع مونو منذ بداياته الأولى.

### موزيلا
تستخدم موزيلا، في نسختها الحالية من محرر التصميم جيكو، كايرو لتصير الخرج الرسومي لمنتجاتها.

### وب‌كت
تستخدم بنية وب‌كت كايرو لكل عمليات التصيير في جزء جتك+ الخاص بها. كما أُضيف دعم ل SVG و<canvas> باستخدام كايرو.

### Poppler
تستخدم مكتبة Poppler كايرو لتصيير مستندات PDF. تمكن كايرو من الرسوم المتجهة المنعمة والرسوم الشفافة.

## وصلات خارجية
- القاهرة على موقع Open Hub (الإنجليزية)
- القاهرة على موقع Free Software Directory (الإنجليزية)
- الموقع الرسمي
- "كايرو هنا، وفي كل مكان". Linux.Ars. آرس تكنيكا. مؤرشف من الأصل في 2023-01-17.